# Алекс Денверс
Александра Денверс (англ. Alex Danvers) — героїня телесеріалу DC Comics «Супердівчина», втілена акторкою Кайлер Лі. Створена виконавчими продюсерами Грегом Берланті, Алі Адлер та Ендрю Крайсбергом, введена в пілотному епізоді як старша названа сестра протагоністки Кари Денверс / Супердівчини. Алекс є лікаркою, науковицею і польовою агенткою ДЕО — таємного урядового агентства, що працює для захисту Землі від позаземних загроз. Наприкінці третього сезону вона стає директоркою організації. Алекс також фігурує в цифровій пов'язаній із шоу серії книг коміксів «Пригоди Супердівчини», як і в чотиричастинній кросоверній події мультивсесвіту Стріли 2017 року «Криза на Землі-Ікс», де Лі повторила свою роль у «Стрілі», «Флеші» та «Легендах завтрашнього дня».
І персонаж, і виконання Лі були добре прийняті як критиками, так і шанувальниками. Стосунки між сестрами Денверс і сюжетна лінія камінг-ауту Алекс отримали особливу похвалу.

## Біографічні дані
Алекс Денверс — єдина біологічна дитина науковців Елізи (Гелен Слейтер) і Єремії Денверсів (Дін Кейн). Коли Алекс була підлітком, її батьки прийняли осиротілу Кару Зор-Ел, і вони росли разом у містечку Мідвейл. Хоча Алекс була винятковою ученицею, особливо в науці, вона не могла не заздрити чужопланетним здібностям своєї криптонської сестри. Алекс відчула полегшення, коли Кара вирішила не використовувати свої сили, але все ще соромилася її чужопланетної поведінки. З усім тим, як старша сестра, Алекс відчувала захист Кари та співчувала її втратам і переїзду.
У певний момент часу Кара взяла неохочу Алекс у політ крізь ніч, і їх помітив Департамент екстранормальних операцій (ДЕО) — таємне урядове агентство з завданням моніторингу чужопланетної присутності на Землі. Без відома дівчат Єремія погодився працювати на організацію під керівництвом Генка Геншоу замість того, щоб дати їм забрати Кару. Страждання від утрати батька серед інших чинників змусили Алекс надмірно пити та гуляти. Однак, вона спромоглася здобути подвійний докторський ступінь до того, як її саму Геншоу найняв у ДЕО (який згодом виявився Дж'онном Дж'онззом, котрий пообіцяв Єремії, що наглядатиме за його дочками).

## Сюжетні лінії

### Сезон 1
На початку серіалу Кара не знає про справжнє заняття своєї сестри. Алекс розкриває Карі себе, як і існування ДЕО, після того, як Кара рятує Алекс від авіакатастрофи та вирішує стати супергероїнею, як її двоюрідний брат. Також вона є оперативницею і довіреною правицею Генка Геншоу. Алекс доручено тренувати Кару в бою та забезпечувати її кімнатою — Фортецею самотності з проєкцією матері Кари, Алури. Алекс, Дж'онн і решта ДЕО працюють разом із Карою, названою «Супердівчина» пресою, щоби прибрати небезпечних чужопланетних злочинців, які втекли зі в'язничного космічного корабля Форт Розз, включно з сестрою-близнючкою Алури та тіткою Кари, Астри. Вдягнена у криптонітовий костюм, Алекс смертельно ранить Астру криптонітовим мечем.

### Сезон 2
Продовжуючи свою роботу в ДЕО, Алекс перетинається з офіцером Націонал-сіті Наукової поліції, детективом Меггі Сойєр. Спочатку вони конфліктують через роботу, але швидко формують кокетливу дружбу, приводячи Алекс до питання про її сексуальність. Алекс визнає себе лесбійкою та вступає в стосунки із Меггі. Вони заручаються у фіналі сезону. Також Алекс дізнається про таємниче виживання свого батька Єремії та його неоднозначне партнерство з анти-іншопланетною організацією Проект Кадмус.

### Сезон 3
Поки Алекс і Меггі готувалися до шлюбу, Алекс виявляє, що Меггі ніколи не хотіла дітей. Алекс, усвідомлюючи, що одного дня захоче дітей, розлучається з Меггі, і вони неохоче йдуть окремими шляхами. Після розлучення Кара запрошує Алекс на її друга Баррі Аллена весілля на Землі-1, де Алекс має п'яний випадковий секс із Сарою Ленс перед спільною битвою зі вторгненням нацистів із паралельної Землі. Після поразки Рейн Дж'онн звільняється та підвищує Алекс до директорки ДЕО.

## Інші версії
У четвертому сезоні Джон Діган, божевільний психіатр, який працює у психлікарні Аркгем Землі-1, використовує Книгу Долі для переписування реальності на своїй Землі; у цій новій реальності двійниця Алекс із Землі-1 працює на нього. Ця Алекс заінтригована дізнатися про життя свого двійника з Землі-38 після того, як Кара розкривається як названа сестра Алекс своєї Землі. Вона допомагає Карі втекти від Дігана, і ця реальність скасовується спільними зусиллями Олівера Квіна, Баррі, Кари та Кларка Кента / Супермена.

## Концепція та створення
У лютому 2015 року акторку Чайлер Лі було призначено на роль Александри «Алекс» Денверс, спочатку описаної як «впевнена названа сестра Кари, чиє захоплення силами своєї сестри надихнуло її стати докторкою». Персонаж є оригінальним творінням для «Супердівчини», не заснованим на жодному з наявних персонажів, які з'являлися в DC Comics. Джордан Мазараті зобразила версію персонажа 2003 року, а Олівія Нікканен — версію 2007 року.

## Навички та здатності
Алекс Денверс невластиві жодні надлюдські сили; натомість вона натренована в різних видах бойових мистецтв і вміло володіє будь-якою зброєю. Також вона біоінженерка і має досвід у влучній стрільбі, рукопашному бою та позаземній фізіології, крім того, що кваліфікована науковиця і військовий тактик. Протягом третього сезону Алекс отримує комбінезон від Вінна Шотта, який більше нагадує броню за її звичайний костюм ДЕО, магнітні рукавички, що дозволяють їй повернути будь-яку кинуту зброю, та пістолет, який може боротися з криптонцями.

## Критика
І персонаж, і виконання Лі були добре прийняті як критиками, так і шанувальниками. Стосунки між сестрами Денверс і сюжетна лінія камінг-ауту Алекс у другому сезоні отримали особливу похвалу.
Кару й Алекс було названо одними з «The 10 Greatest Ride or Die TV Siblings» за версією Кейші Гетчетт із TV Guide, котра заявила: «Ці двоє можуть не походити з одного виду, але їхня безумовна любов одна до одної доводить, що вам не треба поділяти одну кров, аби бути сестрами. Обидві допомагають одна одній у подорожі до самоприйняття […] лютому прояві сестринства, через який ми щотижня повертаємося».
Естель Тенг із «Elle» описала шлях камінг-ауту Алекс як «нюансовану, дивно рухливу та правдоподібну розплату дорослої жінки, що примиряється з тим, що вона ніколи свідомо не знала про себе». «Супердівчина» отримала номінацію «Видатний драматичний серіал» на GLAAD Awards 2017 року, яка визнає подання ЛГБТ у ЗМІ.